# Janusz Brzozowski
Janusz Brzozowski (Szczecin, 29 de junho de 1951) é um ex-handebolista profissional polaco, medalhista olímpico.
Janusz Brzozowski fez parte do elenco medalhista de bronze das Olimpíadas de Montreal, em 1976. Ele jogou cinco partidas anotando cinco gols.